# Wilhelmina Badeńska
Wilhelmina Luiza Badeńska (ur. 10 września 1788 w Karlsruhe, zm. 27 stycznia 1836 w Darmstadt) – wielka księżna Hesji i Renu.
Wilhelmina była najmłodszą córką Karola Ludwika Badeńskiego (1755–1801) i Amalii Fryderyki Hessen-Darmstadt (1754–1832). Była siostrą carowej Luizy, królowej Szwecji Fryderyki Doroty, królowej Bawarii Karoliny.
19 czerwca 1804 roku wyszła za mąż za swojego kuzyna ze strony matki, wielkiego księcia Hesji, Ludwika (1777–1848), który w 1830 roku otrzymał tytuł wielkiego księcia Hesji i Renu. W 1820 para dokonała separacji. Pomimo tego księżna urodziła jeszcze czworo dzieci. Stało się to powodem podejrzeń, że ich biologicznym ojcem jest uznawany za jej wieloletniego kochanka August von Senarclens de Grancy.

## Dzieci
- Ludwik III (1806–1877), wielki książę Hesji i Renu;
- Karol (1809–1877);
- Elżbieta (1821–1826);
- córka (1822–1822);
- Aleksander (1823–1888), mąż Julii Hauke, założyciel rodu Battenbergów (Mountbattenów)
- Maria (1824–1880), żona cara Aleksandra II (1824–1880).